# 6537 Адамович
6537 Адамович (1979 QK6, 1985 JQ, 6537 Adamovich) — астероїд головного поясу, відкритий 19 серпня 1979 року.
Тіссеранів параметр щодо Юпітера — 3,654.